# 아미르

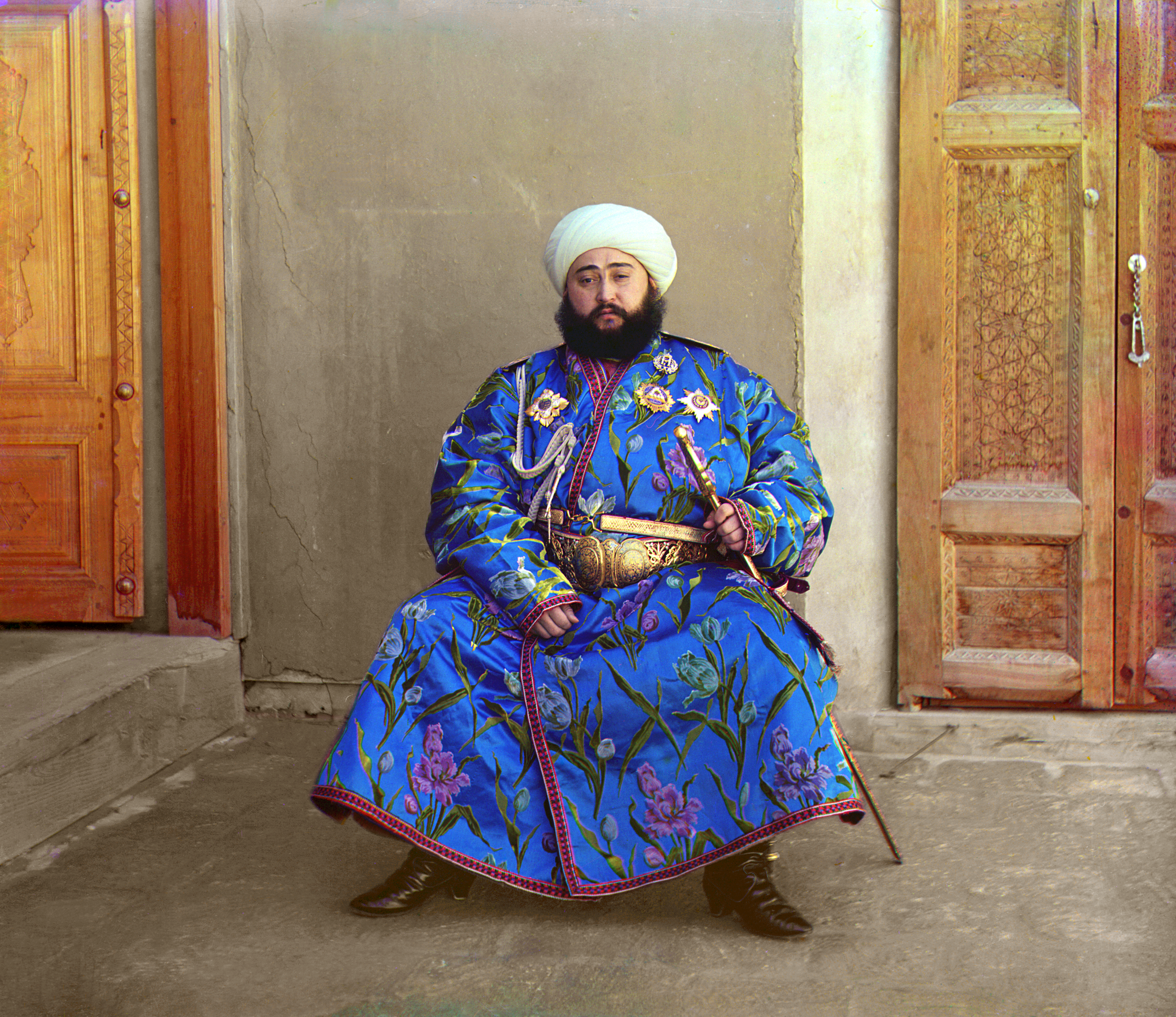

아미르(아랍어: أمير; amīr, ãmir) 혹은 에미르(Emir)는 아라비아어로 ‘사령관’, ‘총독’이란 의미를 갖고 있으며, 이슬람 세계에서 제후의 칭호로 사용되는 말이다. 에미르는 영어식 표기로 원래는 무슬림 집단의 수장(首長)의 칭호로 사용했으나 칼리파는 ‘신도들의 수장’이란 의미가 있던 아미르 알무미닌(Amīr al-Mu'minīn)이라고 불렀고, 정통 칼리파 시대에서는 원정군의 사령관과 점령지의 총독이 아미르란 호칭을 사용하였다.

## 의미
10세기 초반 압바스 왕조 시대에 아미르 가운데 유력자 한 명이 칼리파로부터 대(大)아미르(Amīr al-Umarā)란 칭호를 받은 뒤 와지르(재상)와 하지프(시종)를 통괄하여 칼리파를 대신해 권력을 장악했다. 대 아미르의 칭호는 이후 브와이프 왕조까지 세습되었다. 브와이프 왕조를 멸망시킨 셀주크 왕조는 대 아미르를 대신해 술탄이란 칭호를 사용했고, 아미르의 칭호는 맘루크를 통솔해 시기에 따라 지방총독으로 있던 장군 계급의 군인에 대한 칭호로 사용하게 되었다.
한편 아라비아 반도의 아랍인이나 중앙아시아의 투르크인 사이에서는 아미르의 칭호가 부족장의 칭호로 널리 사용되고 있어서 부하라 한국의 말기 군주와 아프가니스탄의 탈레반 정권의 수장(무하마드 오마르 원수)이 아미르의 칭호를 사용했었다. 특히 무하마드 오마르 원수의 경우 우마르 이븐 하타브 이래 칼리프의 중요한 칭호였던 대 아미르란 칭호를 사용한 것이 칼리파에 대한 모욕적 행위라고 간주되어 각국의 수니파 시민들로부터 수많은 비판을 받았다.
몽골 제국 시대에도 칭기즈 칸 일문의 오랜 부하로써 제국의 형성과 정책 결정에 관련되었던 간부급 무장을 몽골어로 ‘네케르’(nökör)라고 불렀는데, 이것을 페르시아어 사료에서는 ‘아미르 이 부즈르그’(Amīr-i buzurg)라고 부른다. 이 말을 짧게 생략한 단어로 아미르라고 표기하기도 했다. 당시 몽골어에서 징기스칸 왕가에 관련된 직함과 업무에서 말머리에 ‘대(大)’란 말을 붙여서 다른 일반적인 업무와는 구별하였다. 페르시아어 문헌에서는 이것을 부즈르그나 아라비아어의 아아잠(a'a ẓam), 무타바르(Mu'tabar)등의 단어로 표시했다. 페르시아어에서 ‘아미르 이 부즈르그’를 언어 뜻대로 풀이하면 ‘위대한 아미르’와 보통의 아미르라고 해석할 수 있지만, 단순히 무장의 우두머리를 가리켜 아미르라고 혼동하는 경우가 있어, 몽골제국과 그 후계 정권의 정권구조를 이해할 때 방해될 수 있어 주의가 필요하다.
몽골제국에 참여한 여러 부족의 수장들은 몽골어나 투르크어에서는 노얀(noyan)이나 베그(bek/beg)라고 칭했으나 이것을 아라비아어, 페르시아어로 해석하면 아미르가 된다. 또한 징기스칸의 천호제도에 있어서 십호부터 만호에까지 부대를 각각 통솔하던 대장들을 베그라고 하는데, 이를 해석한 말이 또한 아미르라고 부른다. 페르시아어에서 이들을 각각 십호장을 아미르 이 다하(Amīr-i dahah), 백호장을 아미르 이 사다(Amīr-i ṣadah), 천호장을 아미르 일 하자라(Amīr-i hazārah), 복수의 천호를 통솔한 만호장을 아미르 이 투만(Amīr-i tūmān)이라고 불렀다.
티무르 왕조를 열었던 차가타이 한국의 바를라스부의 수장이었던 티무르는 ‘아미르 티무르 그루간’이라고 불렀으나 그의 상황도 또한 이런 종류의 몽골제국 제도적 의미상에 입각했던 아미르였다.
현재 쿠웨이트, 카타르, 아랍에미리트 내 각 구성국의 군주들은 아미르란 칭호를 사용하고 있으며, 수장(토후)이란 의미로 해석되고 있다. 바레인의 국왕도 2002년까지는 아미르라고 불렸다. 아미르가 지배하는 나라는 "토후국"(영어로는 Emirate)이라고 불리고 있다.
이상이 아미르에 대한 기본적인 이슬람 사회, 혹은 이슬람 사회에서의 의미였고, 대체적으로 군사령관 등의 호칭으로 알려져 있다. 이슬람 세계로부터 일정한 영향을 받았던 유럽 세계에서도 아미르에서 유래된 언어의 존재를 인정하고 있다. 예를 들어 영어에서 해군 제독이나 장군(좁은 의미로 말하면 해군 대장)을 의미하는 아드미럴(Admiral)은 "바다의 사령관"이라는 뜻을 가진 아랍어 단어인 "아미르 르 바하르"에서 유래되었다.

## 같이 보기
- 베이
- 칼리파
- 이맘
- 파디샤
- 파샤
- 프린스
- 사이이드
- 샤
- 샤이크
- 술탄
- 와지르
- 아프가니스탄 토후국